# Nathaniel Bowditch
Nathaniel Bowditch (ur. 26 marca 1773 w Salem, zm. 16 marca 1838 w Bostonie) – amerykański matematyk znany ze swojej pracy nad nawigacją oceaniczną. 
Jego książka „The New American Practical Navigator”, opublikowana po raz pierwszy w 1802 roku, znajduje się na pokładzie każdego statku Marynarki Wojennej Stanów Zjednoczonych.